# Poul Martinsen
Poul Martinsen (født 3. marts 1934 i Hillerød, død 12. november 2020), dansk cand.psych., journalist og dokumentarfilmmager, med en lang række produktioner bag sig, især om mennesker, menneskelige relationer og psykologisk adfærd. Mest kendt er Lydighedens dilemma (1980) om en kittelklædt autoritet, der fik en forsøgsperson til at give – indbildt – strøm til en anden. Forsøget og filmen viser, at selv normalt fungerende personer kan presses til at øve tortur mod andre. Eksperimentet er fortsat i Krigerne (2006), hvor to grupper presses til vold og had mod hinanden.

## Produktioner
| Titel                      | År   | Omhandlende     | Bemærkning                                                                                             |
| -------------------------- | ---- | --------------- | --- |
| Broen                      | 1969 |                 | |
| Vist er vi ej snobbede     | 1970 | Tutta Rosenberg | |
| Helvedes-ugen              | 1973 | Frømandskorpset | |
| Det hemmelige Danmark      | 1975 |                 | Den Danske Frimurerorden forhindrede ad rettens vej, at dokumentarfilmen blev sendt, jf. U 1982.750 H. |
| Dagbog fra en fristad      | 1976 | Christiania     | Ændrede den danske befolknings og Folketingsflertallets holdning til Christiania.[kilde mangler]       |
| Lydighedens dilemma        | 1978 | Autoritet       | Milgram-eksperimentet                                                                                  |
| Victoria og Martin flytter | 1979 |                 | |
| Den store fest             | 1981 |                 | |
| Den sagtmodige morder      | 1988 |                 | |
| Før solen går ned          | 1989 |                 | |
| En sød historie            | 1989 |                 | |
| Blandt 1000 ansigter       | 1990 |                 | |
| På grænsen til liv         | 1990 |                 | |
| Høje historier             | 1999 |                 | |
| Krigerne                   | 2006 |                 | |